# Coin de Mire
Coin de Mire (in inglese Gunner's Quoin) è una piccola isola disabitata che sorge a circa 4,5 km dalla costa settentrionale di Mauritius.
L'isola è classificata dal Ministero dell'Ambiente di Mauritius come riserva naturale e l'accesso vi è consentito solo dietro autorizzazione del Ministero.

## Territorio
L'isola è un antico cono vulcanico basaltico, con una superficie di circa 76 ha. È la più meridionale del gruppo di piccole isole che sorgono a nord di Mauritius e si trova a circa 4,5 km al largo della costa settentrionale dell'isola madre. L'isola ad essa più vicina è l'Île Plate (in inglese Flat Island), che si trova circa 6.5 km a nord-est.

## Flora
Testimonianze storiche e evidenze frammentarie attuali, suggeriscono che la comunità vegetale climax delle zone più riparate dell'isola fosse in passato una foresta di palme. La introduzione di specie esotiche, ed in particolare di ratti e lepri, ha profondamente modificato la vegetazione. Già nel 1937, l'isola risultava ricoperta in prevalenza da una savana dominata da Dichanthium annulatum (Poaceae), con presenza sporadica di Latania loddigesii (Arecaceae), Dracaena concinna (Agavaceae) e Aloe tormentorii (Xanthorrhoeaceae). Attualmente è predominante la copertura di Heteropogon contortus e Flacourtia indica, una specie esotica che ha letteralmente invaso l'altopiano centrale dell'isola, con residue popolazioni frammentarie di Aloe lungo i pendii più ripidi, isolati boschetti di Pandanus prevalentemente lungo la costa meridionale, residue popolazioni di Latania nelle gole in prossimità della sommità e una piccola foresta di Dracaena situata appena sotto lo sperone roccioso che costituisce la vetta alla collina.

## Fauna
Tra gli uccelli che nidificano sull'isola vi sono la berta del Pacifico (Ardenna pacifica), il fetonte codarossa (Phaethon rubricauda) e il fetonte codabianca (Phaethon lepturus).
L'isola ospita una popolazione dello scinco di Boyer (Gongylomorphus bojerii), un tempo molto comune sull'isola di Mauritius, e oggi considerato specie in pericolo critico di estinzione. Altri rettili presenti sono lo scinco di Bouton (Cryptoblepharus boutonii), il geco diurno di Mauritius (Phelsuma ornata) e il geco notturno di Coin de Mire (Nactus coindemirensis).